# Aphelandra bradeana
Aphelandra bradeana là một loài thực vật có hoa trong họ Ô rô. Loài này được Rizzini mô tả khoa học đầu tiên năm 1948.